# Кровь луны
«Кровь луны» — канадский фильм ужасов 2009 года с Эшли Грин в главной роли. Относится к категории Direct-to-video. Фильм рассказывает о девушке Саммер, приезжающей в провинциальный городок в поисках своего отца, но становящейся жертвой местного психопата. Фильм известен под двумя оригинальными названиями — «Summer's Blood» и «Summer's Moon». 

## Сюжет
Саммер никогда не видела своего отца, а он даже не подозревал о её существовании. Девушка решает поехать в маленький город Мэсси, где он живёт и найти его. Там она знакомится с парнем по имени Том, они вместе проводят ночь у него дома, однако на утро Саммер не может покинуть дом, так как оказывается заложницей своего нового знакомого и его матери. Оказывается, Том держит в подвале своего дома молодых девушек, сам называя это «человеческим садом». Саммер видит лишь один путь к спасению — втереться в доверие к Тому.

## В ролях
- Эшли Грин — Саммер Мэтьюз
- Питер Муни — Том Хокси
- Барбара Нивен — Гайя Хокси
- Стивен Макхэтти — Гант Хокси
- Шон Такер — Клиф
- Питер Майкл Диллон — Дарвин
- Пол Уитни — шериф Масси
- Синтия Бурк — Джесси
- Тери Лоретто — Твила
- Даниэль Кайнд — Эмбер

## Релиз
В Канаде фильм был выпущен на DVD 10 ноября 2009 года.